# Parafia św. Mikołaja w Lewicach
Parafia Świętego Mikołaja w Lewicach – parafia rzymskokatolicka należąca do dekanatu międzychodzkiego archidiecezji poznańskiej. Została utworzona w XIV wieku. Mieści się pod numerem 1.